# 9. SS-Panzer-Division Hohenstaufen
De 9. SS-Panzer-Division Hohenstaufen was een pantserdivisie van de Waffen-SS. De eenheid werd in februari 1943 opgericht en was actief aan zowel het westfront als het oostfront. De divisie werd met de onvoorwaardelijke overgave van Duitsland op 8 mei 1945 ontbonden.
De divisie ontleent haar naam aan de adellijke familie Hohenstaufen, die Germaanse koningen en keizers voortbracht in de 12e en 13e eeuw. Er wordt aangenomen dat de divisie specifiek genoemd is naar Frederik II van Hohenstaufen, die leefde van 1194 tot 1250.
Het embleem van de divisie is een hoofdletter H met een rechtopstaand zwaard op de voorgrond, allebei afgebeeld op een schild. Na een opleidingsperiode in Mailly-le-Camp, Frankrijk, werd de divisie klaar bevonden voor de strijd.

## Geschiedenis

### Oprichting en formatie
Het bevel tot oprichting van de 9. SS-Panzer-Division Hohenstaufen ging gepaard met de oprichting van de 10. SS-Panzer-Division Frundsberg. Beide zusterdivisies zouden verschillende malen tijdens de oorlog zij aan zij vechten. In januari 1943 kwam de staf van de nieuwe Hohenstaufendivisie in Lichterfelde bij elkaar. Daar begon zij de verschillende elementen van de divisie bijeen te garen. Op 9 februari werden het reeds bestaande deel van de divisie overgeplaatst naar het opleidingskamp Mailly-le-Camp, ten oosten van Parijs.
Een tekort aan mankracht was reeds bij de oprichting van Hohenstaufen in januari 1943 voelbaar. Het was ondertussen zo moeilijk geworden dat de rekruteringskantoren van de SS mannen als vrijwilliger aanwezen om de divisies te vullen. Vooral mannen die werkten bij de Reichsarbeitsdienst werden eruit gepikt. Dit waren vooral mannen met geboortejaar 1925 of 1926, en dus 17 tot 18 jaar oud. Er werd ook gezocht naar mannen van buiten Duitsland, die vooral in Hongarije werden gevonden.

### Wapenfeiten in 1944
Nadat het Duitse 1e Pantserleger ingesloten was geraakt in het zuiden van de Sovjet-Unie, besloot het OKW om het II SS Pantserkorps ter hulp te sturen. In moerasgebied slaagden de Hohenstaufen divisie en de 10. SS-Panzer-Division Frundsberg erin om contact te maken met het Duitse 1e Pantserleger nabij Buczacz en dit zo uit zijn omsingeling te bevrijden.
Na deze slag werd de 9e SS-pantserdivisie naar het noorden gestuurd om daar te helpen de ingesloten Duitsers in Tarnopol te ontzetten. Samen met Panzerverband Friebe trachtte Hohenstaufen Tarnopol te bereiken, maar de slechte weersomstandigheden en het hevige Russische verzet deden de operatie mislukken. Slechts een paar enkelingen wisten uit Tarnopol te ontsnappen.
In de daaropvolgende weken en maanden werd de divisie opnieuw bij het II SS Pantserkorps gevoegd en diende het als reserveonderdeel voor de Heeresgruppe Nordukraine tot het op 12 juni 1944 overgeplaatst werd naar Frankrijk. Tegen eind juni bereikte Hohenhaufen haar posities in Normandië, nadat het een week lang had blootgestaan aan massale geallieerde luchtaanvallen. De aanvalsplannen die er voor de divisie waren, werden onmogelijk gemaakt door de Britse aanval op Caen, op 26 juni 1944. De divisie moest een volledige draai maken om zo op te rukken naar het westen van Caen, om de Duitse posities daar te versterken. Daar vonden de zwaarste gevechten aan het westelijk front plaats tot dan toe, en de 9e SS-pantserdivisie verloor 1200 doden, gewonden en vermisten tijdens deze periode. Op 10 juli loste de Duitse 277e Infanteriedivisie de Hohenstaufen divisie af.
Hohenstaufen werd in reserve geplaatst en ontsnapte daardoor aan de zak van Falaise. De divisie viel ter ondersteuning van de terugtrekkende Duitse troepen Eterville, Maltot en heuvel 112 aan. Bij Eterville werd de divisie teruggeslagen, maar heuvel 112 werd, na verschillende keren van kant te zijn gewisseld, definitief ingenomen door Hohenstaufen, die tegelijk de posities van de zwaar gehavende 10. SS-Panzer-Division Frundsberg had ingenomen. Op 12 juli waren de zwaarste gevechten voorbij en werd de divisie opnieuw in reserve geplaatst en vervangen door het inderhaast opgelapte Frundsberg. Op 16 juli vonden er zware gevechten plaats op heuvel 112 en 113. Om de verliezen op te vangen werd het 3e bataljon van het 19e pantsergrenadierregiment ontbonden en de manschappen werden verdeeld over de andere twee bataljons. Een dag later begonnen de Geallieerden de linies van de Duitse divisies ten noordoosten van Caen te doorbreken en Hohenstaufen werd uit de frontlijn genomen. De divisie werd gereorganiseerd (beide pantsergrenadierregimenten werden samengevoegd tot Panzer-Grenadier-Regiment Hohenstaufen), en de divisie werd oostwaarts gestuurd om als onderdeel van het I SS Pantserkorps Leibstandarte als reserve te dienen. Op 25 juli werd de divisie naar de doorbroken linies van de Duitse 272e Infanteriedivisie gestuurd, ten zuiden van Caen.
De volgende weken brachten de vernietiging van de Duitse linies. Op 1 augustus moest de divisie te hulp komen rond Bény-Bocage, als onderdeel van het II SS Pantserkorps. Na een week van zware gevechten was de Britse opmars tot staan gebracht en een volgende week van gezapig terugtrekken leidde tot verplaatsing naar het gebied rond Putanges. Deze operatie startte op 13 augustus en eindigde de 16e. Door het ineenschrompelen van de linies op andere plaatsen op het front, werd Hohenstaufen verder gestuurd naar het gebied rond Vimoutiers. Zware gevechten met Canadese en Poolse troepen rond Merri en Trun (aan de noordzijde van de zak van Falaise) zorgden ervoor dat Hohenstaufen zich moest concentreren om de smalle corridor waarlangs de Duitsers nog steeds konden terugtrekken, open te houden. Deze gevechten duurden tot 21 augustus en tijdens deze weken bleek de divisie een sterke formatie te zijn. Commandant Friedrich-Wilhelm Bock mocht de Eikenbladeren aan het Ridderkruis in ontvangst nemen. Door haar positie tijdens de terugtocht door Frankrijk en België moest Hohenstaufen achterhoedegevechten leveren nabij Orbec, Bourg-Achard, Duclair, Laon en Cambrai. Vervolgens werd de divisie doorgestuurd naar Arnhem in Nederland om zich te reorganiseren. De divisie bereikte Arnhem op 9 september.
Op dat moment bestond Hohenstaufen nog uit zesduizend tot zevenduizend soldaten, van de bijna zestienduizend waarmee het de gevechten in Normandië had aangevangen. Aangezien het plan was om de divisie terug op sterkte te brengen in Duitsland waren verschillende eenheden ofwel onderweg naar Duitsland, ofwel overgeheveld naar de 10. SS-Panzer-Division Frundsberg. Toen Operatie Market Garden begon op 17 september, was de werkelijke sterkte van Hohenstaufen daarom lager dan zesduizend soldaten. De divisie hield de Britten ten westen van Arnhem tegen en weerhield hen op die manier contact te maken met de Red Devils van de Britse 1e Luchtlandingsdivisie. Na de eerste gevechten slaagde Hohenstaufen erin om samen met eenheden van de Wehrmacht de Britten en Polen terug te dringen naar Oosterbeek, dat in de nacht van 25 op 26 september geëvacueerd werd.
Opnieuw werd de divisie verplaatst, eerst naar het gebied rond Siegen, later naar het gebied rond Paderborn-Münster. Op 12 december werd de divisie naar Münstereifel getransporteerd, om als reserve te dienen voor Operatie Herbstnebel. Vervolgens rukte de divisie op naar Blankenheim en het gebied rond Stadtkyll-Jünkerath. Eerst waren enkel het Artillerieregiment en de Panzer-Aufklaerungs-Abteilung in gevechten betrokken, maar tegen 21 december was de hele divisie in actie na de inname van Sankt Vith. De eerste doelen, de dorpjes Recht en Vielsalm, maar de toenemende Amerikaanse luchtaanvallen vertraagden de aanval, die uiteindelijk helemaal stilviel. Op 31 december werd Hohenstaufen naar het zuiden gestuurd om deel te nemen aan de aanval op Bastenaken. Na enkele kleine successen bij de eerste aanvallen, stokte de aanval door de hevige weerstand van de Amerikanen.

### Wapenfeiten in 1945
Op 7 januari werd de 9e SS-pantserdivisie teruggetrokken naar de lijn Dochamps-Longchamps. De divisie hielp daar de communicatielijnen met de voorste eenheden en het stadje Sterpigny te beschermen, totdat de linie teruggenomen werd naar Salmchateau en uiteindelijk naar de Duitse grens.
Tegen eind januari was Hohenstaufen naar Kaufenheim-Mayen gestuurd om terug op sterkte te komen. Daarna werd de divisie samen met het II SS Pantserkorps naar Hongarije gestuurd om de Russische opmars tot stilstand te brengen en de 8e en 21e SS-Kavallerie-Divisionen in Boedapest af te lossen. Eind februari bereikte de divisie haar posities in Falubattyan, Hongarije, en kreeg bevel aan te vallen op 6 maart. Wegens het moerasachtige gebied, de slechte weersomstandigheden en de hevige Russische weerstand kwamen de operaties van de divisie en het II SS Pantserkorps snel tot stilstand. Toen op 16 februari het Rode Leger de linies van het IV SS Pantserkorps doorbrak, begon het hele front terug te trekken. Hohenstaufen trok terug langs Jeno, Berhida, Liter, Nemesvamos, Hidegkút en kwam tot stilstand nabij Mensceli. Tijdens die terugtocht vocht de divisie diverse achterhoedegevechten uit, waarbij een weg opengehouden werd voor de terugtocht van de 5. SS-Panzer-Division Wiking, de Duitse 1e Pantserdivisie en de Duitse 3e Panterdivisie, en ook voor onderdelen van de Duitse 44e Infanteriedivisie Hoch und Deutsch Meister. Het volgende Russische offensief drong de divisie terug tot Radkersburg.
De laatste orders kreeg de divisie op 26 april 1945, die aangaven om op 1 mei naar de lijn Enns-Steyr-Amstetten op te rukken en daar de opmars van de Amerikanen zonder geweld proberen tegen te houden, en zo tijd te winnen voor de onderhandelingen tussen het Duitse opperbevel en de westelijke Geallieerden. Op 8 mei gaf de divisie zich over aan de Amerikanen.

## Commandanten
| Commandant                                       | Begindatum       | Einddatum        |
| ------------------------------------------------ | ---------------- | ---------------- |
| SS-Obergruppenführer Willi Bittrich              | 15 februari 1943 | 29 juni 1944     |
| SS-Oberführer Thomas Müller                      | 29 juni 1944     | 10 juli 1944     |
| SS-Oberführer Sylvester Stadler                  | 10 juli 1944     | 31 juli 1944     |
| SS-Oberführer Friedrich-Wilhelm Bock             | 31 juli 1944     | 29 augustus 1944 |
| SS-Standartenführer Walter Harzer                | 29 augustus 1944 | 10 oktober 1944  |
| SS-Oberführer-SS-Brigadeführer Sylvester Stadler | 10 oktober 1944  | 8 mei 1945       |

## Samenstelling
- SS-Panzergrenadier-Regiment 19
- SS-Panzergrenadier-Regiment 20
- 9.SS-Panzer-Regiment
- 9.SS-Artillerie-Regiment
- 9.SS-Aufklarung-Abteilung
- 9.SS-Panzerjäger-Abteilung
- 9.SS-FLAK-Abteilung
- 9.SS-Pioneer-Abteilung
- 9.SS-Panzer-Nachrichten-Abteilung
- Ondersteuningseenheden 9. SS-Panzer-Division